# Pessonada

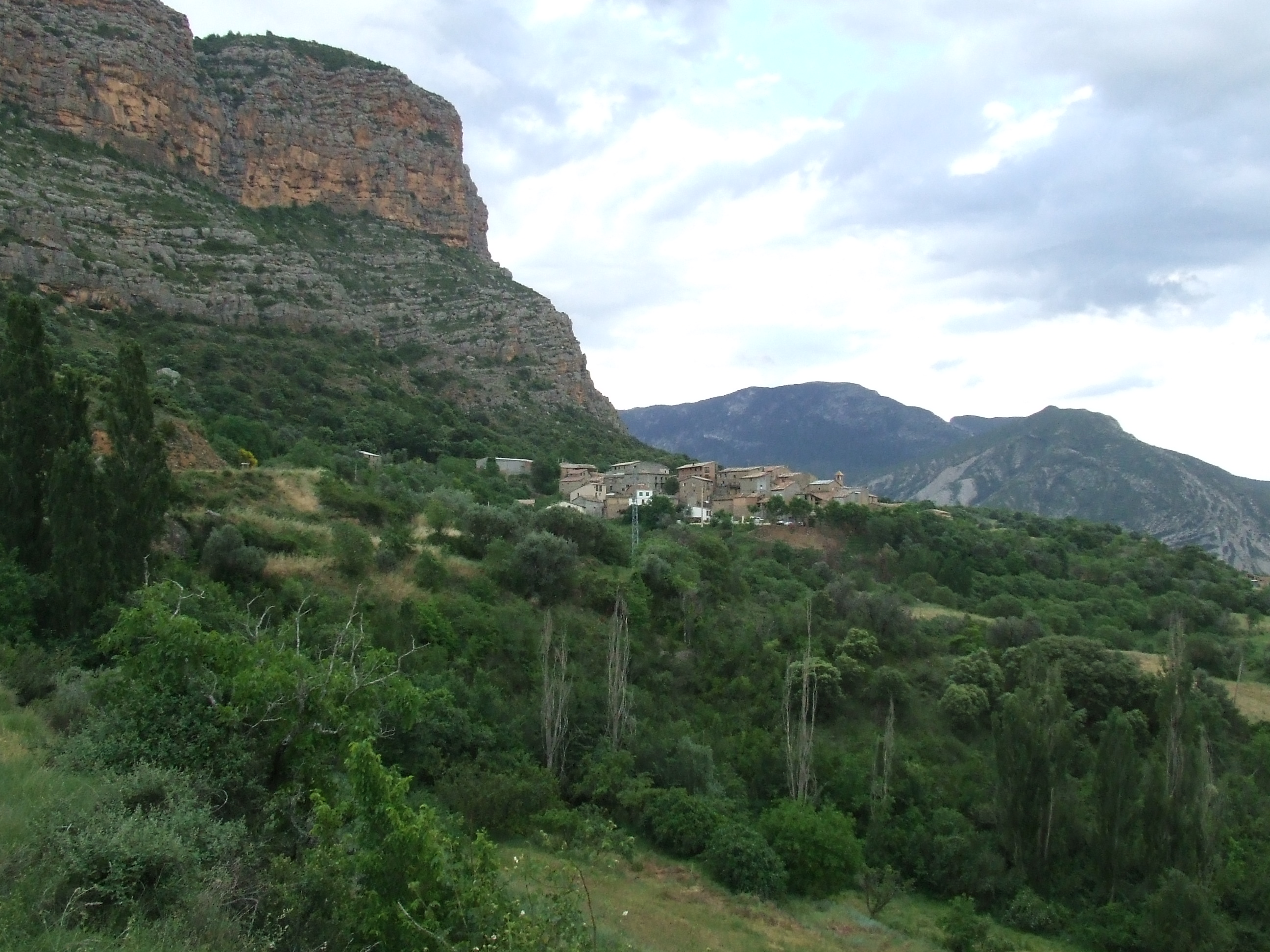
La población de Pessonada adosada al Roc de Pessonada.

Pessonada es un pueblo del antiguo término de Hortoneda de la Conca, y del actual de Conca de Dalt, en el Pallars Jussá en la provincia de Lérida. Está situado bajo el imponente Roc de Pessonada, en el extremo de levante de la Sierra de Pessonada.
Junto con Hortoneda, Herba-savina y el Mas de Vilanova o Vilanoveta formaba este término de Hortoneda de la Conca.
Pessonada, a veces llamada Pessonada y Mas de Vilanoveta fue uno de los ayuntamientos formados en 1812 a partir del despliegue de la Constitución de Cádiz. Este municipio pervivió hasta febrero del 1847, cuando, al no tener el mínimo de 30 vecinos (cabezas de familia), no pudo mantener su ayuntamiento independiente, y se vio obligado a agregarse al de Hortoneda.
Aunque muy desfigurado por las modificaciones sufridas a lo largo de los siglos, el pueblo de Pessonada conserva algunos elementos del antiguo pueblo cercado. La red de las calles y los largos tramos en que las casas configuran lo que fue el cercado acompañan la presencia aún efectiva del portal de Aramunt, por donde sale el camino que conducía a aquel pueblo vecino.
La iglesia de Santa María de Pessonada, parroquial agrupada a Salàs de Pallars, está en el centro del pueblo, insertada en medio de las casas del pueblo. Tiene un campanario de torre de planta octogonal. Dos pinturas románicas sobre tabla procedentes de Pessonada se conservan en el Museo de Bellas Artes de Bilbao.
Al norte del pueblo, a unos 450 metros de distancia, está la ermita románica de la Virgen de la Plana, con una imagen de la Virgen, románica, conservada en una casa particular del pueblo.

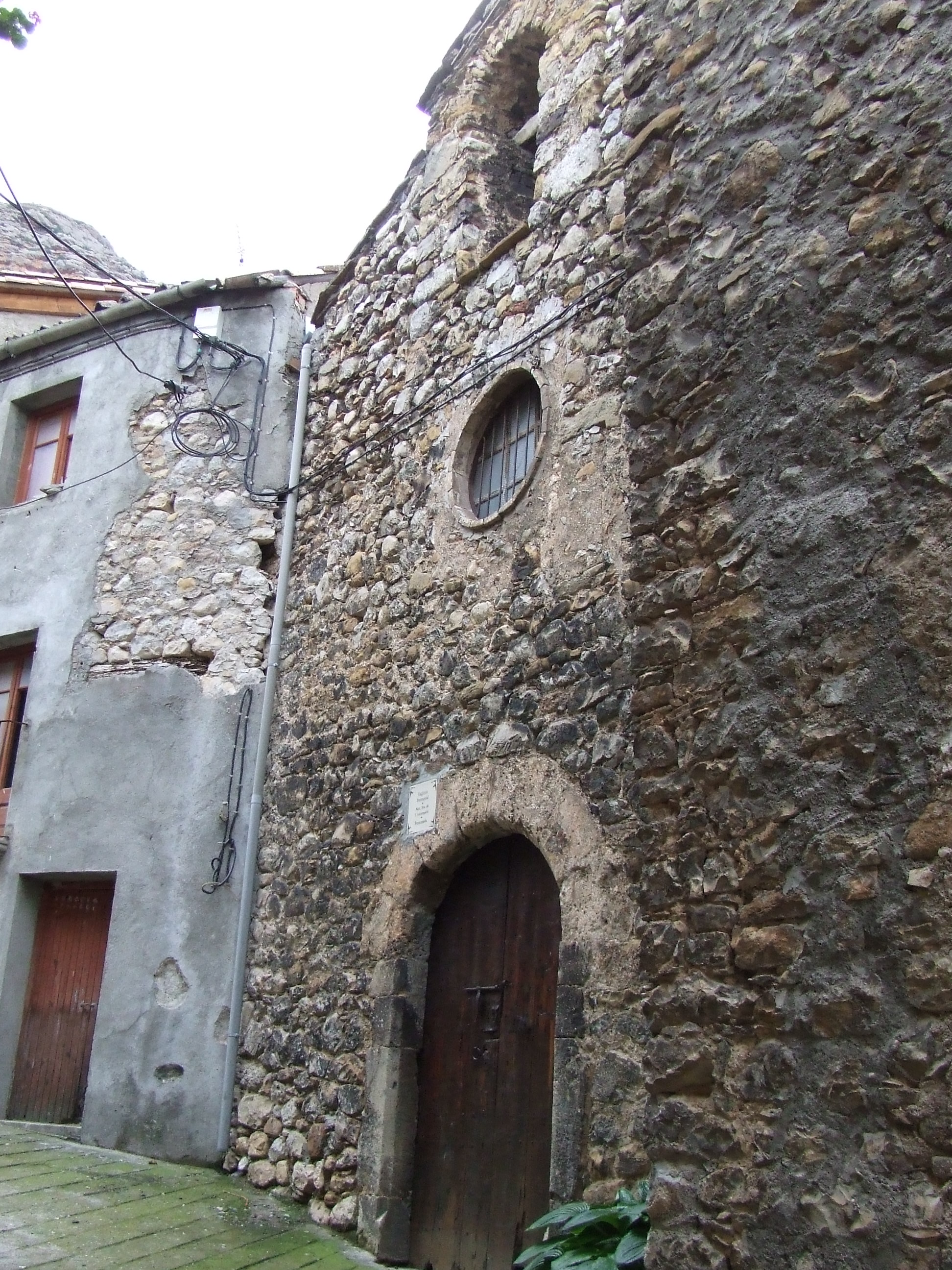
Iglesia parroquial de Santa María.

## Etimología
Según Joan Coromines (op. cit.), Pessonada procede de pessó, con el sufijo colectivo-ada, procede de la palabra románico catalán occidental pirenaico peço o Pessó, probablemente derivado de la palabra común peça (pieza). Esta palabra tenía el significado de montón cónico de cosas, especialmente hierba, paja y otros productos agrícolas.

## Historia
Francisco de Zamora informa en 1790 que Pessonada tenía 47 habitantes, a los que había que unir los 17 del Mas de Vilanova, o Hortoneda de la Conca.
Pascual Madoz en su Diccionario geográfico ... de 1845 nos habla de:

Personada y Mas de Vilanoveta, repitiendo un error típico en los documentos administrativos del siglo XIX y parte del XX. Describe su situación (en una cuesta al pie de una montaña inaccesible llamada Roc de Pessonada), habla de su clima frío y sano, y explica que el pueblo tiene 23 casas, 19 de ellas unidas, 1 a un cuarto de hora de distancia, y 3 más en una parroquia llamada Mas de Vilanoveta. El terreno del pueblo es áspero, roto, y de mala calidad para las cosechas del pueblo hacia arriba. Del pueblo para abajo, la calidad es media, y se cosechan aceitunas, viña y algunos huertos alimentados por las fuentes que hay. La tierra proporciona leña de arbustos, y en algunos lugares también se cosecha trigo. De ganado, hay para lana, cabras y cerdos. La única industria existente era un molino de aceite. Se contaban 8 vecinos (cabezas de familia) y 69 almas (habitantes). Por tanto, en 50 años la población del lugar no había variado casi nada.

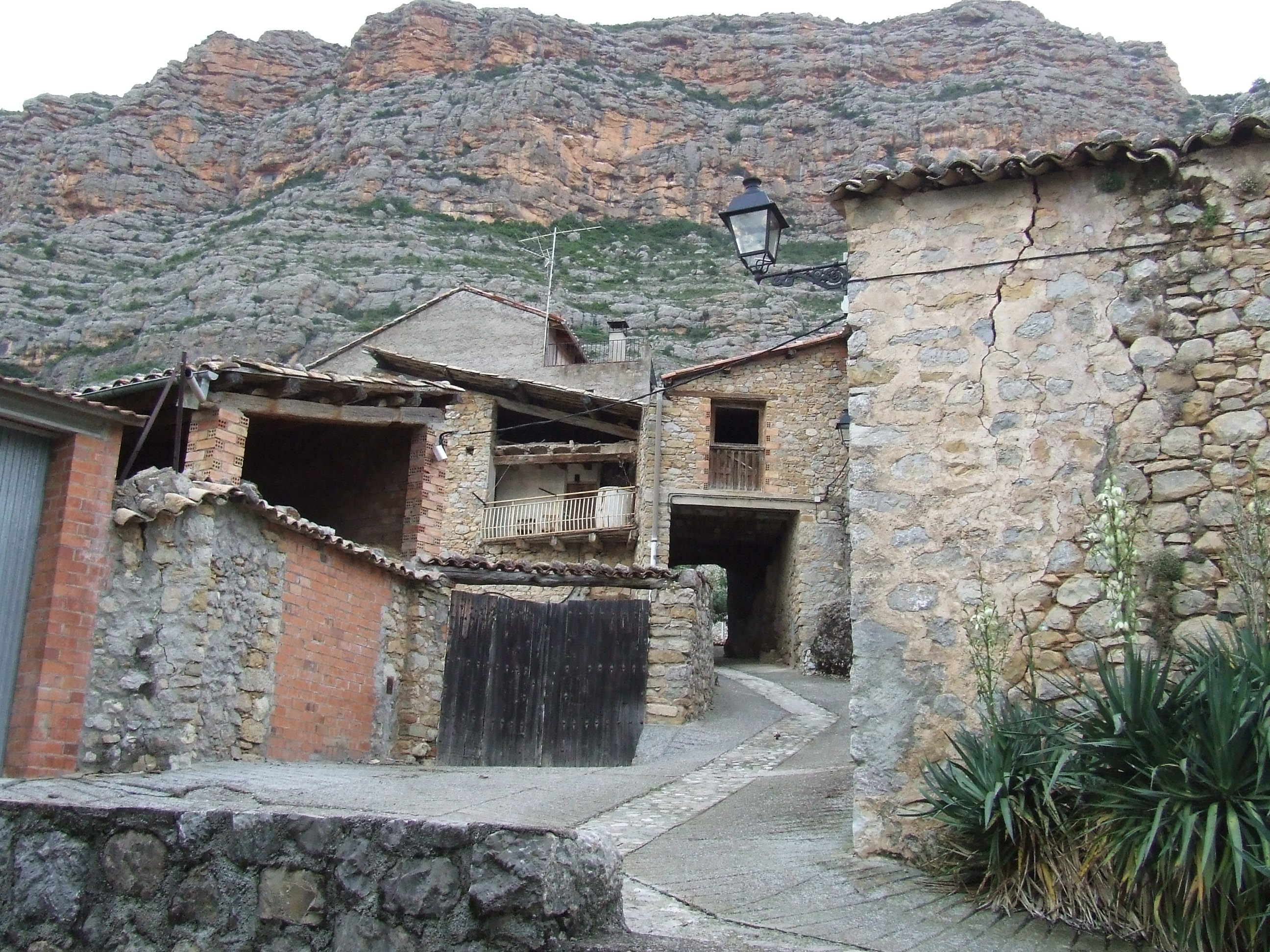
El Portal de Aramunt, en Pessonada.

En 1970 aún tenía 90 habitantes, que se habían reducido a 51 en 1981, y se mantienen en 50 en 2006. Según Bellmunt (op. cit.), Las casas del pueblo son, la mayoría anteponiendo al su nombre el de casa, pero alguna también se precisa como: Abadía (o Casanoves), Baitot, Bastida, Batllevell, Boixerol, Calceta, Cinto, Cisco, Corroncui, Dot, Esteve, Felis, Genotet, Grapes, Gros, Hereu Nou, Joaquim, Jonet, Macabeo, Miquel, Miró, Ramon Vell, Rita, Roieta, San, Sebastià, Toà, Ton, Tonet, Toneta, Tonya, Torrent, Torro, Vidal y Xacó. La Casa Batllevell se trataba de una casa, con elementos de fortificación.
Es hijo de Pessonada el excelente escritor Pep Coll, autor de muchas obras ambientadas en el Pirineo.